# Älänne (sjö i Norra Savolax)
Älänne eller Älänteenjärvi är en sjö i Finland. Den ligger i kommunerna Rautavaara och Lapinlax i landskapet Norra Savolax, i den centrala delen av landet, 400 km norr om huvudstaden Helsingfors. Älänne ligger 144,1 meter över havet. Den är 15,39 meter djup. Arean är 10,01 kvadratkilometer och strandlinjen är 46,66 kilometer lång. Sjön  ingår i Vuoksens huvudavrinningsområde. 